# Dermatită
Dermatita face referire la orice boală manifestată prin inflamația pielii, fiind caracterizată prin piele uscată, piele roșie, mâncărime (prurit), etc. Sunt cunoscute mai multe tipuri de dermatită, printre care se numără dermatita atopică, dermatita de contact, dermatita seboreică și dermatita de stază.

## Simptome
Simptomele sunt diferite pentru fiecare tip de dermatită, dar există și unele semne comune ale acestora: piele roșie, Inflamație, mâncărime și (eventual) leziuni mici la nivelul pielii. 

## Tratament
Tratarea dermatitei atopice se poate face cu ajutorul cremelor hidratante sau care conțin steroizi. În cazurile mai severe, atunci când apar și semnele unei infecții de piele, este folosit tratamentul cu antibiotice. Dermatita de contact poate fi tratată prin evitarea alergenului sau a substanței iritante care induce această condiție. De asemenea, medicația antihistaminică poate fi folosită pentru a reduce mâncărimea, în special în timpul somnului.